# Kurzia
Kurzia là một chi rêu trong họ Lepidoziaceae.